# El penúltimo peligro
El Penúltimo Peligro es la duodécima novela de la serie Una serie de eventos desafortunados por Lemony Snicket.

## Argumento
Los huérfanos Baudelaire, Violet, Klaus y Sunny viajan con Kit Snicket, una miembro de VFD embarazada, al Hotel Denouement, el último lugar seguro para que los voluntarios se reúnan. Ella les dice que, antes de la reunión de V.F.D.en dos días, se disfrazarán de conserjes para observar al misterioso 'J.S.' con el fin de identificarlo como voluntario o villano de V.F.D. Los gerentes del hotel son trillizos idénticos Frank, Dewey y Ernest: Frank es voluntario, mientras que Ernest está en el lado opuesto como villano, y Dewey es una persona que muchos no creen que ni siquiera exista. Ha creado un libro que cataloga toda la información del V.F.D.
Durante su primer día de empleo disfrazado, los Baudelaire se separaron para ayudar a los huéspedes del hotel: Violet ayuda a Esmé Miseria y a Carmelita Polainas llevándoles una pistola de arpón, Klaus ayuda a Charles y a Señor (los propietarios del Aserradero de la Suerte) escoltándolos al sauna mientras también cuelga papel matamoscas afuera de una ventana para uno de los gerentes, y Sunny ayuda a Hal (un empleado del Hospital Heimlich), al subdirector Nerón, a la Sra. Bass y al Sr. Remora (maestros de la Escuela Preparatoria Prufrock) mientras cierra un dispositivo de VFD en una puerta del cuarto de lavado, convirtiéndolo en una puerta con cierre vernáculo: todos los invitados sobre quien es el misterioso personaje conocido como “JS” y juntos los hermanos discuten quién pidió qué, ya que cada uno de ellos se encuentra con un gerente diferente.
Klaus concluye que Carmelita Spats solicitó el arpón para derribar a un pájaro que llevaba el azucarero, ya que Sunny mencionó que Hal y un gerente estaban discutiendo el azucarero (un objeto que tanto los voluntarios como los villanos buscan por razones desconocidas) y el Medusoid Mycellium (un hongo parásito mortal que encontraron en el libro anterior): el papel matamoscas recuperaría el cuerpo del pájaro y el azucarero caería en el lavadero, en el que la puerta de la habitación se convertía en una puerta con cierre vernáculo.
Poco después de su propuesta, un hombre se encuentra con ellos y se revela como Dewey Denouement, el tercero de los tres hermanos en secreto. También les dice que un reflejo de la piscina del hotel es el lugar seguro real, ya que las palabras y la estructura del hotel se diseñaron al revés para reflejar las palabras reales en la piscina; debajo de la piscina hay un catálogo submarino que contiene información crucial sobre V.F.D. Luego son encontrados por Jerome Miseria y Justice Strauss, quienes se han unido a V.F.D. después de creer que los mensajes que se estaban enviando a J.S se dirigían a ellos.
Mientras los cuatro vuelven a entrar al hotel, el Conde Olaf los intercepta y amenaza a Dewey con un arpón para obtener el código necesario para acceder a la puerta. Mientras los niños intentan evitar el asesinato, el Sr. Poe entra repentinamente, lo que hace que Olaf empuje el arma en las manos de los Baudelaire; sorprendidos, dejan caer el arma, lo que hace que se dispare y mata a Dewey. Cuando llega una multitud, los Baudelaire y Olaf son enviados a la corte; sin embargo, todos, excepto los jueces, deben tener los ojos vendados para que sea legal. Más tarde se revela que los otros dos jueces son El hombre con barba pero sin pelo y La mujer con pelo pero sin barba. Durante la audiencia, sin embargo, los Baudelaire se dan cuenta de que fue un truco para Olaf secuestrar a Justice Strauss, perseguir el azucarero y quemar el hotel y sus habitantes. Klaus, al darse cuenta de que el azucarero estaba debajo de la piscina, le revela el código de la puerta a Olaf. Violet obtiene acceso a un bote para que todos escapen de las autoridades, mientras que Sunny ayuda a quemar el hotel como señal para V.F.D. que la reunión ha sido cancelada debido a la ocupación de enemigos, haciendo que el hotel deje de ser un lugar seguro. Los Baudelaire, junto con Justice Strauss, intentan alertar a todos sobre el incendio, aunque se desconoce quiénes consiguieron escapar.
Poco después de la llegada de las autoridades, los huérfanos, junto con Olaf, están a punto de desembarcar por mar; sin embargo, la jueza Strauss intenta intervenir. Sunny, disculpándose, le muerde la mano y los cuatro se alejan del área y salen al mar.